# Тржашки ударни батаљон
Тржашки ударни батаљон итал. Battaglione d'Assalto Trieste је била партизанска јединица Италијанских бораца у саставу Народноослободилачке војске Југославије током Другог светског рата у Словенији.
Командант батаљона је био Ремо Лангомарсино, а политички комесари били су Камиљо Донда и Марио Абрам.

## Историјат
Тржашки ударни батаљон формиран је 12. октобра 1943. године у Локвици у оквиру 19. Косовелове бригаде од бораца италијанске националности са подручја Тржича и Ронка, који су после немачких офанзива у Приморској остали у партизанима; придружили су му се и други Италијани и бегунци из фашистичке војске. У почетку је имао 2, а затим 3 чете. Оперативно је дејствовао по Красу и у доњој Випавској долини. Борци батаљона су нека борбена дејства изводили у мањим групама, као уништавање авиона на аеродрому код Ронке 5. фебруара 1944. године и водили неке борбе са немачким и италијанским фашистичким јединицама код насеља Јамље 19. новембра 1943. и Скопо 26. фебруара 1944. године. По одласку Косовелове бригаде са Краса, Тржашки ударни батаљон је распоређен у Јужноприморски НОП одред, а крајем марта 1944. године потчињен је штабу 9. корпуса и пребачен у рејон Чепована. Дана 5. априла 1944, због знатног прилива италијанских партизана у Средњем Локовцу, од батаљона је формирана Тржашка ударна бригада „Гарибалди”.